# زمان سخت شاهزادگان
زمان سخت شاهزادگان (به ایتالیایی: La congiuntura) محصول ۱۹۶۵ ایتالیا و فیلمی کمدی است به کارگردانی اتوره اسکولا است.

## داستان فیلم
دون جولیانو که یک شاهزاده رومی و عضو گارد اشرافی اسقفی است، به شدت مجذوب دختری انگلیسی است که او را در یک سفر لذت بخش به سوئیس همراهی می‌کند. او نقشه‌های حقه بازی زیادی برای توقف‌های مختلفی که در سفرشان در جاده پیش می‌آید دارد. اما جین نقشه‌های دیگری دارد چنانچه آن دو تنها هستند زیرا ماشینشان پلاک شناسایی ویژه‌ای دارد که می‌تواند بدون بازرسی از گمرک عبور کند. ماشین از گمرک ترخیص می‌شود همچنانکه یک میلیون دلار جین قاچاق کرده‌است. ساندرو، دوست پسر سابقش به دنبال آن‌ها قصد به دزدی از آن‌ها و دست خالی رها کردن جین است.